# Mastophora seminole
Espèce
Mastophora seminole est une espèce d'araignées aranéomorphes de la famille des Araneidae.

## Distribution
Cette espèce est endémique de Floride aux États-Unis,. Elle a été découverte dans le comté de Broward.

## Description
La femelle holotype mesure 11,6 mm.

## Étymologie
Cette espèce est nommée en l'honneur des Séminoles.

## Publication originale
- Levi, 2003 : The bolas spiders of the genus Mastophora (Araneae: Araneidae). Bulletin of the Museum of Comparative Zoology, vol. 157, no 5, p. 309-382 (texte intégral).